# Shoka Åhrman
Shoka Åhrman, född 11 juni 1980 i Shiraz i Iran, är en svensk ekonom och författare med mångårig erfarenhet inom bank, kapitalförvaltning och finansbranschen. Hon arbetar idag som strateg och sparekonom vid SPP Pension & Försäkring och är specialiserad på att sätta globala ekonomiska skeenden i ett svenskt sammanhang samt analysera hur dessa påverkar svensk ekonomi och svenska hushåll.  
Hennes inriktning är att göra komplexa nationalekonomiska sammanhang begripliga och relevanta, med analyser som förenar makro- och mikroperspektiv. 
Åhrman medverkar regelbundet som expert i svensk nyhetsmedia, bland annat i  TV4 och SVT, där hon kommenterar och debatterar ekonomiska frågor. Hon har vid flera tillfällen placerats på Resumés lista över ”Näringslivets 150 Superkommunikatörer”. Hennes arbete har bidragit till att uppmärksamma och förklara ekonomiska frågeställningar i den offentliga debatten och hon kommenterar regelbundet ekonomiska frågor i media. 
År 2023 gav Åhrman tillsammans med Klas Eklund ut boken Din ekonomi: så klarar du kriser och tryggar framtiden, där tidigare ekonomiska kriser analyseras och konkreta råd ges för att stärka den privata ekonomin.
Shoka Åhrman kommenterar och debatterar återkommande nationalekonomiska och privatekonomiska frågor i bland annat Dagens Industri, SvD Näringsliv, Expressen, Aftonbladet och Dagens Nyheter. Även i TV som exempelvis SVT:s ekonomibyrån och nyheter samt i TV4.
Åhrman arbetar 2021 som sparekonom på SPP Pension & Försäkring.